# Sedgwick, Kansas
Sedgwick là một thành phố thuộc quận Harvey, tiểu bang Kansas, Hoa Kỳ. Năm 2010, dân số của xã này là 1695 người.

## Dân số
Dân số các năm:
- Năm 2000: 1537 người
- Năm 2010: 1695 người